# Persone di nome Mário
| Questa pagina contiene informazioni ricavate automaticamente dalle voci biografiche con l'ausilio del template Bio e di un bot. L'aggiornamento è periodico e automatico e ricostruisce completamente la pagina. Se manca una persona in questa lista, sei pregato di non aggiungerla, ma accertati piuttosto che la sua voce biografica contenga il template Bio e che i dati anagrafici siano correttamente compilati. Se il template Bio manca, inseriscilo tu stesso o, in alternativa, metti l'avviso {{tmp\|Bio}} che ne segnala la mancanza. Se i dati riportati sono sbagliati, correggi direttamente la voce biografica; le modifiche saranno visibili in questa lista entro pochi giorni. Per chiarimenti vedi il progetto antroponimi. La lista contiene solo le 68 persone che sono citate nell'enciclopedia e per le quali è stato implementato correttamente il template Bio. Pagina aggiornata al 16 ott 2024. |

Questa è una lista di persone presenti nell'enciclopedia che hanno il prenome Mário, suddivise per attività principale.

## Allenatori di calcio(8)
- Marinho Peres, allenatore di calcio e calciatore brasiliano (Sorocaba, n. 1947 - Sorocaba, † 2023)
- Mário Sérgio Pontes de Paiva, allenatore di calcio e calciatore brasiliano (Rio de Janeiro, n. 1950 - Medellín, † 2016)
- Mário Morgado, allenatore di calcio e ex calciatore portoghese (Santa Maria da Feira, n. 1969)
- Mário José dos Reis Emiliano, allenatore di calcio e calciatore brasiliano (Belo Horizonte, n. 1954 - Belo Horizonte, † 2020)
- Rogério Micale, allenatore di calcio brasiliano (Salvador, n. 1969)
- Mário Reis, allenatore di calcio e ex calciatore portoghese (Porto, n. 1947)
- Mário Silva, allenatore di calcio e ex calciatore portoghese (Porto, n. 1977)
- Mário Wilson, allenatore di calcio e calciatore portoghese (Maputo, n. 1929 - † 2016)

## Allenatori di pallacanestro(2)
- Mário Gil Fernandes, allenatore di pallacanestro e ex cestista portoghese (Funchal, n. 1982)
- Mário Palma, allenatore di pallacanestro portoghese (n. 1950)

## Arcivescovi cattolici(1)
- Mário Antônio da Silva, arcivescovo cattolico brasiliano (Itararé, n. 1966)

## Attori(2)
- Mário Frias, attore, conduttore televisivo e politico brasiliano (Rio de Janeiro, n. 1971)
- Mario Lago, attore, poeta e cantante brasiliano (Rio de Janeiro, n. 1911 - Rio de Janeiro, † 2002)

## Cestisti(4)
- Mário Correia, ex cestista e dirigente sportivo capoverdiano (Praia, n. 1978)
- Mário Ihring, cestista slovacco (Handlová, n. 1998)
- Mário Jorge da Fonseca Hermes, cestista brasiliano (Brasilia, n. 1926 - Rio de Janeiro, † 2019)
- Mário Amâncio Duarte, cestista e allenatore di pallacanestro brasiliano (n. 1914 - San Paolo, † 1985)

## Economisti(1)
- Mário Centeno, economista e politico portoghese (Olhão, n. 1966)

## Giocatori di calcio a 5(1)
- Mário Claúdio Nogueira Carreiras, ex giocatore di calcio a 5 portoghese (Porto, n. 1985)

## Giornalisti(1)
- Mário Filho, giornalista e scrittore brasiliano (Recife, n. 1908 - Rio de Janeiro, † 1966)

## Hockeisti su ghiaccio(1)
- Mário Bližňák, hockeista su ghiaccio slovacco (Trenčín, n. 1987)

## Imprenditori(1)
- Mário Ferreira, imprenditore portoghese (Matosinhos, n. 1968)

## Ingegneri(1)
- Mário Covas, ingegnere e politico brasiliano (Santos, n. 1930 - San Paolo, † 2001)

## Nuotatori(1)
- Mário Simas, nuotatore portoghese (n. 1922 - † 2015)

## Pallavolisti(1)
- Mário Pedreira, pallavolista brasiliano (Rio de Janeiro, n. 1982)

## Piloti automobilistici(1)
- Mário de Araújo Cabral, pilota automobilistico portoghese (Cedofeita, n. 1934 - Lisbona, † 2020)

## Poeti(1)
- Mário Quintana, poeta e scrittore brasiliano (Alegrete, n. 1906 - Porto Alegre, † 1994)

## Politici(2)
- Mário Pinto de Andrade, politico, attivista e scrittore angolano (Golungo Alto, n. 1928 - Londra, † 1990)
- Mário Soares, politico portoghese (Lisbona, n. 1924 - Lisbona, † 2017)

## Registi(1)
- Mário Peixoto, regista e scrittore brasiliano (Rio de Janeiro, n. 1908 - Rio de Janeiro, † 1992)

## Schermidori(1)
- Mário de Noronha, schermidore portoghese (Lapa, n. 1885 - São Sebastião da Pedreira, † 1973)

## Scrittori(2)
- Mário de Andrade, scrittore, musicologo e critico letterario brasiliano (San Paolo, n. 1893 - San Paolo, † 1945)
- Mário de Carvalho, scrittore portoghese (Lisbona, n. 1944)

## Truffatori(1)
- Mário Pacheco do Nascimento, truffatore e personaggio televisivo brasiliano (Rio de Janeiro, n. 1962)